# 亚当·科罗尔
亚当·科罗尔（波蘭語：Adam Korol，1974年8月20日—），波兰男子赛艇运动员。他曾代表波兰参加1996年、2000年、2004年、2008年和2012年夏季奥林匹克运动会赛艇比赛，其中2008年奥运会获得一枚金牌。科罗尔2015年曾担任波兰体育和旅游部长。